# Gaston Grimbert
Pour les articles homonymes, voir Grimbert.
Gaston Grimbert, né le 15 août 1914 à Saint-Quentin et mort le 11 avril 2011 à Auch,, est un coureur cycliste français. Professionnel entre 1937 et 1945, il a notamment remporté une édition du Tour de l'Oise. Il a également participé au Tour de France en 1938.

## Palmarès et résultats

### Palmarès par année
- 1937
  - Tour de l'Oise
  - Tour de Picardie
  - 4e étape b du GP Wolber indépendants (contre-la-montre)
- 1938
  - 2e de Paris-Lens
  - 2e du GP Wolber indépendants
  - 3e de Paris-Alençon-Rennes
  - 3e de Paris-Contres
- 1939
  - 2e de Paris-Soissons
  - 3e du Circuit de l'Indre
  - 3e du Grand Prix de Cours-la-Ville
- 1943
  - 4e du Grand Prix des Nations
- 1944
  - Polymultipliée
- 1945
  - Tour de Corrèze

### Résultats sur les grands tours

#### Tour d'Italie
1 participation
- 1938 : abandon (14e étape)